# آسکوی
آسکوی (به لاتین: Askøy) یک شهرداری در نروژ است که در هوردالاند واقع شده‌است. آسکوی ۱۰۱٫۱۲ کیلومتر مربع مساحت و ۲۸٬۸۲۱ نفر جمعیت دارد.